# Louis Olivier (scientifique)
 (décembre 2011).
Si vous disposez d'ouvrages ou d'articles de référence ou si vous connaissez des sites web de qualité traitant du thème abordé ici, merci de compléter l'article en donnant les références utiles à sa vérifiabilité et en les liant à la section « Notes et références ».
Pour les articles homonymes, voir Louis Olivier et Olivier (homonymie).
Louis Frédéric Olivier, né le 30 juin 1854 à Elbeuf et mort le 12 août 1910 à Paris, est un scientifique français, créateur en 1890 de la revue scientifique Revue générale des sciences pures et appliquées.

## Biographie
Docteur ès-sciences, Louis Olivier est né à Elbeuf où son père possède une importante manufacture de drap. D'abord attiré par la botanique, sa thèse sur l'Appareil tégumentaire des racines est récompensée par l'Académie des sciences.
Après ses études, il retourne un moment à l'industrie textile et met au point certains perfectionnements notamment un dévidoir pour le fil dont il dépose le brevet. Il travaille ensuite sur la réduction des sulfates, menant son expérimentation sur les algues. Ayant suivi les enseignements de Louis Pasteur, il est ensuite attiré par la microbiologie et entame avec Charles Richet une longue collaboration. De la station maritime de physiologie du Havre alors dirigée par Paul Bert, il ambitionne de faire un centre de recherches en même temps qu'une école de bactériologie.
À 35 ans, il abandonne la recherche pour se consacrer à la vulgarisation scientifique et crée la Revue générale des sciences pures et appliquées, y investissant une bonne partie de son importante fortune. Cet organe ouvert à toutes les disciplines devient vite une tribune pour toute la communauté scientifique dont elle devient le porte-parole dans toutes ses avancées. Marqué par son expérience au sein de la manufacture familiale, Louis Olivier a le souci d'offrir des débouchés aux industriels français ; il publie des monographies à caractère économique, sur les ressources naturelles et humaines de différents pays et territoires. Allant plus loin encore, il greffe sur sa revue, une organisation de croisières scientifiques auxquelles participera l'aristocratie intellectuelle et scientifique du moment. Cap Nord, Spitzberg, Grèce, Égypte, Palestine, Espagne, Tunisie furent parmi les destinations.
Le tempérament de Louis Olivier le conduisait à se trouver en première ligne dans tous les progrès techniques, scientifiques et culturels. En 1895, dans les salons de sa revue, il accueille une des premières démonstrations par les frères Lumière, de leur cinématographe. En 1896, il embarque pour la Grèce, un public érudit d'archéologues sur le bateau qu'empruntent les athlètes français se rendant aux premiers Jeux olympiques de Pierre de Coubertin. En 1902, il organise des croisières en ballon au-dessus de la région parisienne. À l'occasion de ses voyages, Louis Olivier avait noué des liens avec les autorités des pays visités et s'y était fait de solides amitiés. Sa vision des relations entre états le conduisit alors à siéger au conseil de la Société française d'arbitrage international.
Louis Olivier était le cousin du peintre René Olivier.

## Publications
- Louis Olivier, Recherches sur l'appareil tégumentaire des racines, G. Masson, 1881, 170 p., grand in-8o